# Katedrála Neposkvrněného početí Panny Marie (Koszalin)
Katedrála (dříve farní kostel) Neposkvrněného početí Panny Marie v Koszalinu (polsky Katedra Niepokalanego Poczęcia Najświętszej Maryi Panny w Koszalinie) je gotický kostel, nejvýznamnější a nejcennější historická památka v polském Koszalinu v Západopomořanském vojvodství. Proboštem katedrály je p. Henryk Romanik.

## Dějiny
Chrám byl postaven v letech 1300–1333 jako trojlodní bazilika s mohutnou hranolovou věží.
V letech 1534 až 1945 sloužil jako hlavní evangelický kostel zdejší luteránské obce. Od roku 1972 je katedrálou nové koszalinsko-kolobřežské diecéze. V katedrální kruchtě byl v roce 1996 pohřben druhý ordinář diecéze, biskup Czesław Domin.
V rámci programu „Renovace a konzervace středověkých katedrál Západního Pomořanska“ prošla katedrála nedávno důkladnou rekonstrukcí.

## Architektura

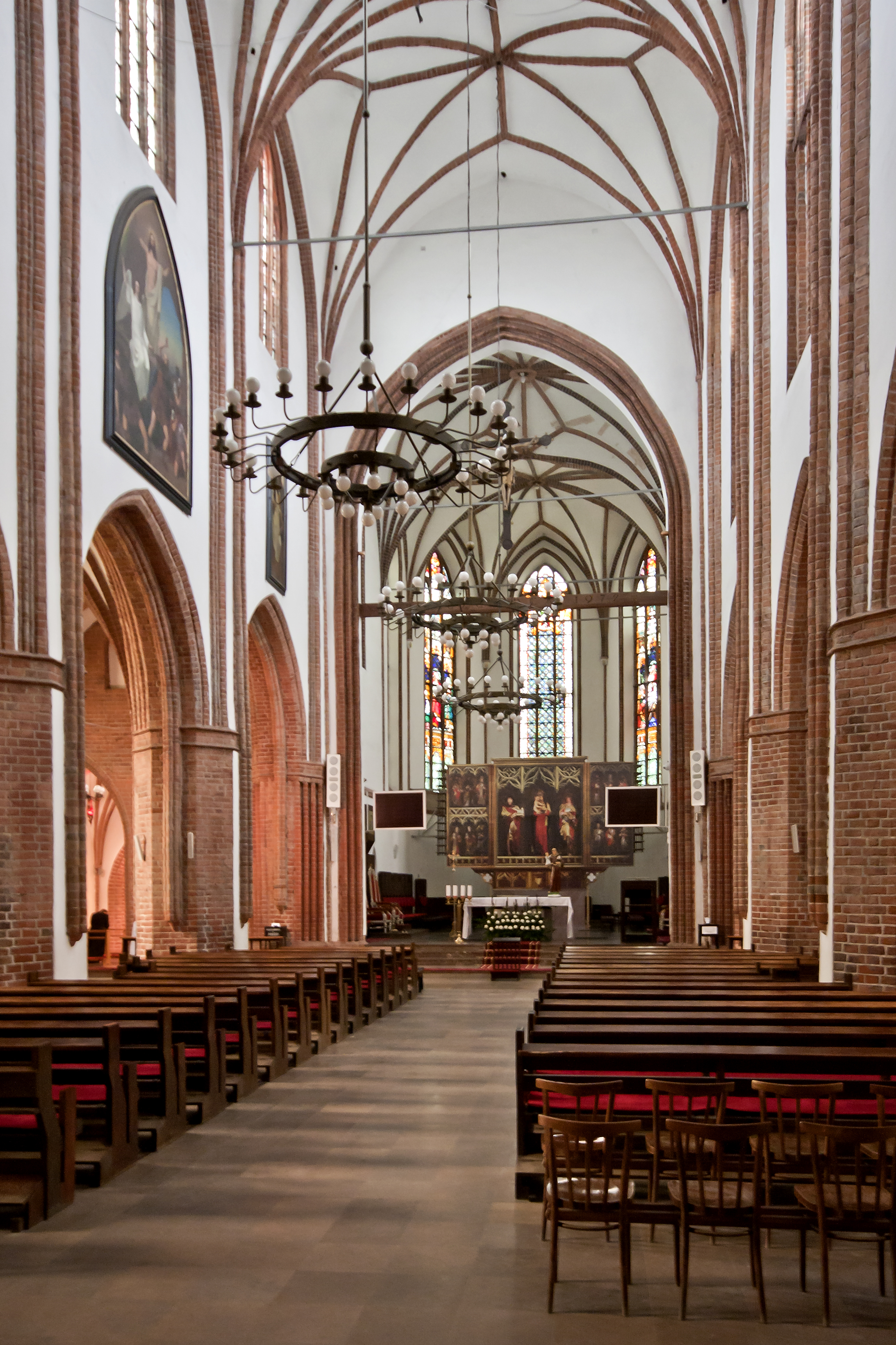
Interiér katedrály

Je orientovaný, od východu má protáhlý, uzavřený trojboký presbytář.
Loď, presbytář a kruchta jsou zdobeny hvězdicovou klenbou s žebry z cihel ve tvaru trojlístku. Boční stěny hlavní lodi jsou ve dvou řadách podepřeny šesti osmibokými, mohutnými pilíři z červených cihel, symbolizujícími postavy 12 apoštolů.

### Hlavní loď
Hlavní loď je osvětlena okny s lomenými oblouky zdobenými kružbami nad bočními loděmi a také okny v dolních bočních lodích zdobenými vitrážemi s rostlinnými motivy. Loď i presbytář jsou podepřeny příporami.

### Boční lodi
Boční lodi jsou pokryty sedlovou střechou se štíty zdobenými slepými okny. K boční fasádě byla přidána šestiboká věž skrývající schodiště. Pod okapem sedlové střechy lodi a presbytáře se nachází dekorativní horizontální vlys z profilované cihly ve tvaru čtyřlístku. Na hřebeni hlavní lodi se nachází malý čtyřboký sanktusník.

### Věž

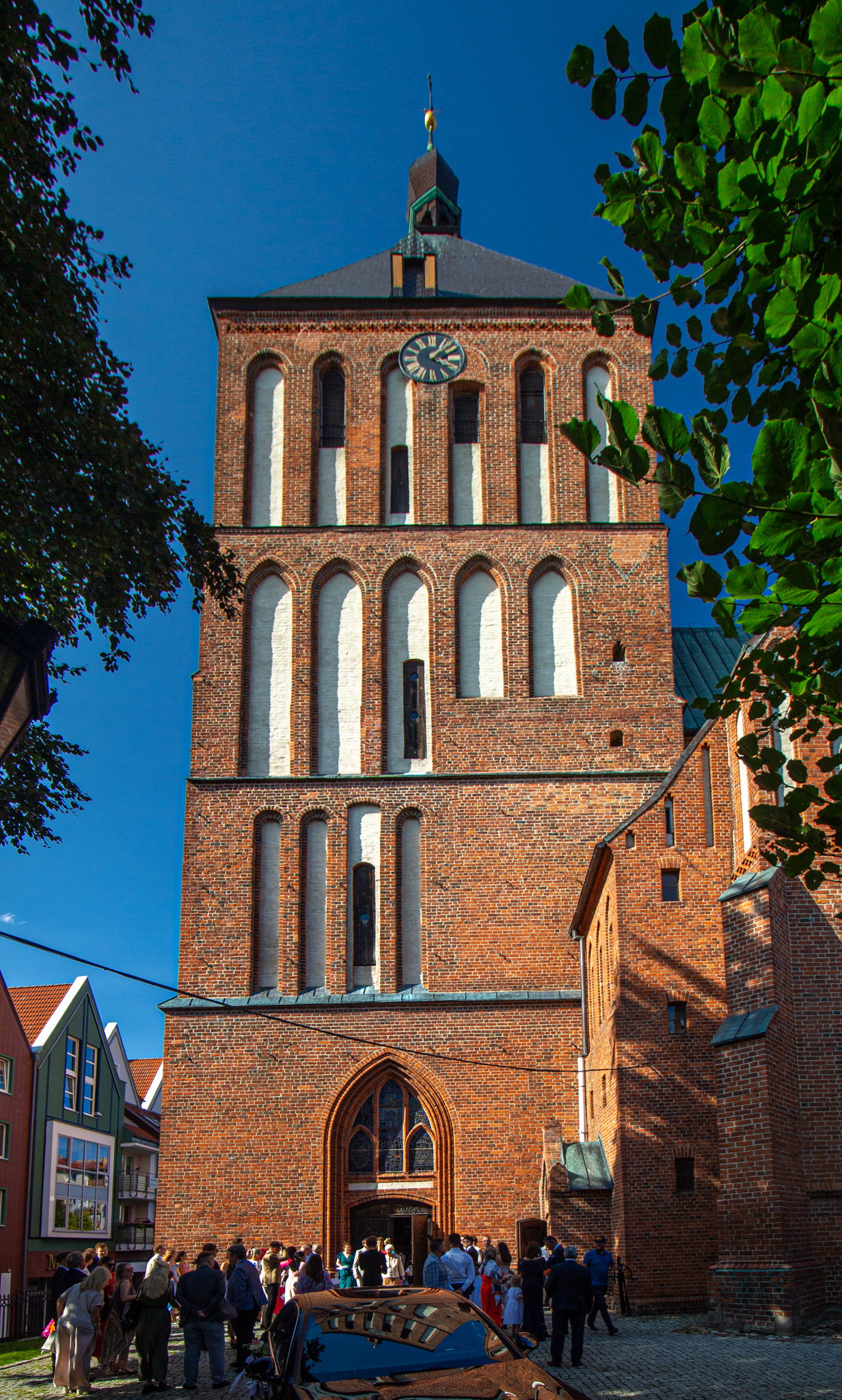
Hranolová věž

Na západní straně stojí mohutná, 56 metrů vysoká čtyřpatrová věž pokrytá valbovou střechou. Je korunována šestibokou galerií, které dominuje lucerna s baňatou kopulí. V roce 1754 byly pod střechou umístěny hodiny. Fasáda věže obsahuje četná špičatá oblouková slepá okna. Některé z nich mají úzké okenní otvory. V dolním patře se nacházejí dva lomené obloukové, stupňovité vstupní portály.

## Interiér kostela

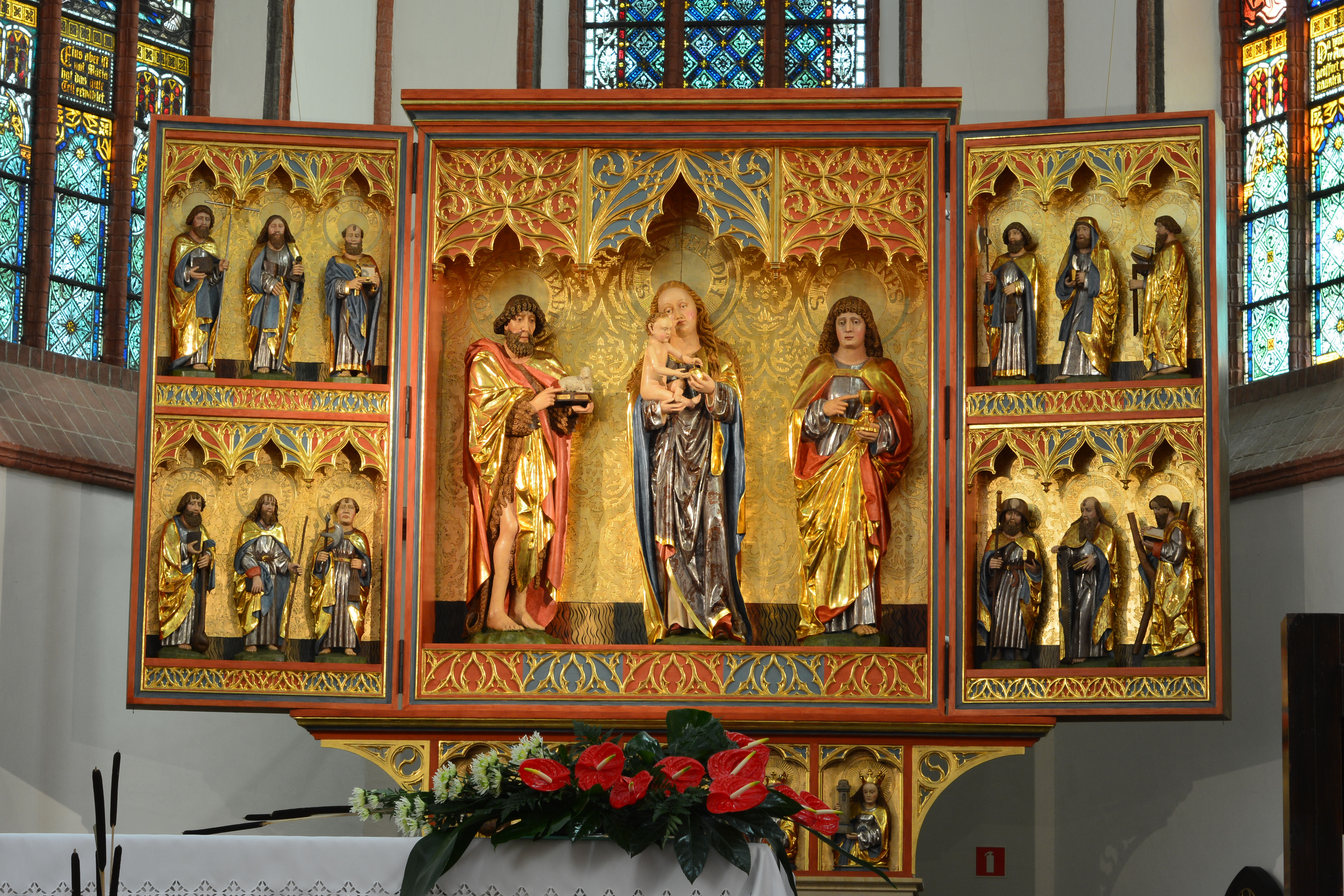
Hlavní oltář

Mobiliář a výzdoba kostela byly v průběhu staletí neustále obohacovány, a to i navzdory válkám a požárům, které sužovaly Koszalin až do poloviny 19. století. V té době tzv. regotizace interiéru odstraněním mnoha cenných prvků vybavení (včetně neocenitelného gotického hlavního oltáře nahrazeného neogotickým oltářem nevalné hodnoty). Po druhé světové válce byla většina neogotického vybavení odstraněna.
Uvnitř se nachází gotický krucifix ze 14. století. z kaple na Krzyżance, pozdně gotické figury svatých z roku 1512 vyřezané z dubového dřeva, pocházející z bývalého gotického oltáře, raně gotická křtitelnice, pavoukovité lustry z roku 1666. 